# Der Krieger und die Kaiserin
Der Krieger und die Kaiserin (bra: A Princesa e o Guerreiro) é um filme alemão de 2000, gênero drama romântico, escrito e dirigido por Tom Tykwer.

## Elenco
- Franka Potente ... Sissi
- Benno Fürmann ... Bodo
- Joachim Król ... Walter
- Lars Rudolph ... Steini
- Melchior Beslon ... Otto
- Ludger Piston ... Walter Dürr
- Sybille J. Schedwill ... Maria
- Peter Ender ... Thomas

## Sinopse
Sissi é uma jovem enfermeira cujo desejo é encontrar o homem da sua vida e ser feliz. Um dia, ao sair do trabalho, ela atravessa a rua e é atropelada por um caminhão, porém é salva por Bono, um ex-soldado alemão, que foi sem querer responsável pelo acidente. Ele a resgata e a leva para um hospital, pede para que atendam Sissi e cuidem muito bem dela. Assim que ela recebe alta, Bono desaparece. Sissi apaixona-se por ele, e, achando que encontrou seu príncipe encantado, resolve procurá-lo. Quando o acha, descobre que o rapaz é um assaltante e duro de coração, e que tem seus próprios planos, como por exemplo, assaltar um banco importante da Alemanha com a ajuda de seu irmão Walter. Mas Sissi não desiste e resolve fazer de tudo para que Bono e ela fiquem juntos para sempre.